# Saada Salum

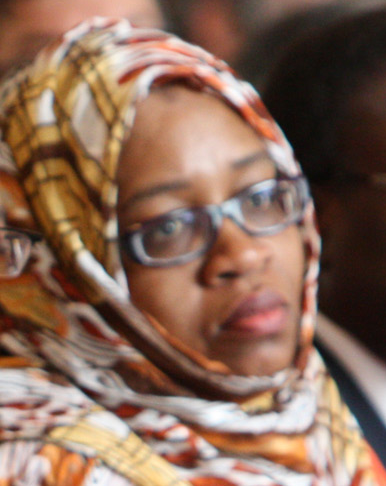
Saada Salum

Saada Mkuya Salum (* 1975) ist eine tansanische Politikerin und ehemalige Finanzministerin.

## Leben
Saada Salum ist seit dem Jahr 2000 Mitglied der Partei Chama Cha Mapinduzi.

### Bildung
Von 1982 bis 1988 besuchte sie die Grundschule in Kisiwandui, anschließend bis 1992 die weiterführenden Schulen in Hamamni und Lumumba. Sie studierte an der Heriot-Watt University in Edinburgh in Schottland und schloss das Studium mit einem Masters of Business Administration ab. Danach begann sie das Doktoratsstudium der Betriebswirtschaftslehre an der University of Dar es Salaam.

### Beruf
Ihre berufliche Laufbahn begann 2003 als Angestellte in Sansibar, wo sie 2006 zur Verwaltungsbeamtin aufstieg. Ab 2011 leitete sie die Finanzabteilung von Sansibar.
Im Mai 2012 wurde sie Abgeordnete und stellvertretende Finanzministerin von Tansania. Obwohl politischer Neuling ernannte Präsident Jakaya Kikwete sie im Januar 2014 nach dem Tod von William Mgimwa zur Finanzministerin. Sie war damit die zweite Frau in dieser Position.
Im Jahr 2015 wurde sie von Präsident Magufuli wegen Korruptionsvorwürfen suspendiert, blieb jedoch konstituierendes Mitglied des Parlaments von Tansania für den Wahlkreis Welezo. Im März 2021 wurde sie Ministerin von Sansibar für Querschnittsthemen wie Drogen, AIDS und Umweltschutz.